# Archangān
Archangān (persiska: ارچنگان) är en ort i Iran.   Den ligger i provinsen Khorasan, i den nordöstra delen av landet, 700 km öster om huvudstaden Teheran. Archangān ligger 723 meter över havet och antalet invånare är 260.
Terrängen runt Archangān är kuperad. Runt Archangān är det ganska tätbefolkat, med 185 invånare per kvadratkilometer. Närmaste större samhälle är Īdah Līk, 8,0 km sydväst om Archangān. Omgivningarna runt Archangān är i huvudsak ett öppet busklandskap.